# 福岡医健・スポーツ専門学校
福岡医健・スポーツ専門学校（ふくおかいけん・すぽーつせんもんがっこう）とは、福岡県福岡市博多区にある私立専修学校。運営は学校法人滋慶学園。

## 沿革
ホームページ沿革より抜粋
- 2002年 - 創立。柔道整復科、介護福祉科、スポーツ科学科、総合福祉科、医療ビジネス科を設置。
- 2004年 - 鍼灸科、救急救命科を設置。
- 2008年 - 理学療法科、作業療法科を設置。
- 2009年 - 薬業科を設置。
- 2011年 - 歯科衛生士科を設置。介護福祉科、総合福祉科を廃止。医療ビジネス科をメディカル情報秘書科に名称変更。
- 2014年 - メディカル情報秘書科を医療事務ビジネス科に名称変更。
- 2015年 - 看護科を設置。
- 2018年 - 福岡医健専門学校より、福岡医健・スポーツ専門学校に校名変更。
- 2019年 - 救急救命公務員科に名称変更。
- 2022年 - スポーツマネジメントテクノロジー科を設置。医療事務ビジネス科廃科。
- 2023年 - 研究科廃科。

## 設置学科
ホームページ 学科・コースより抜粋
- スポーツマネジメントテクノロジー科（4年制）
- スポーツ科学科（2年制）
- 柔道整復師科（3年制）
- 鍼灸科（3年制）
- 理学療法士科（4年制）
- 作業療法士科（4年制）
- 救急救命公務員科（3年制）
- 薬業科（2年制）
- 歯科衛生士科（3年制）
- 看護科（3年制）